# Alilklorid
Alilklorid (formula: CH2-CH-CH2CI, sistematično ime 3-klorpropen) je klorova organska spojina, kloriran derivat propena. Je netopen v vodi in topen v organskih topilih. Večino približno 800 milijonov kilogramov letne proizvodnje te snovi z nadaljnjo kemično modifikacijo pretvorijo v epoksid epiklorohidrin, ki je ena od ključnih snovi pri proizvodnji plastike.

## Nevarne lastnosti
Je strupena, lahko vnetljiva ter eksplozivna tekočina. Hlapi dražijo oči in dihalne poti. Direktno učinkovanje tekočine povzroča draženje kože. 3-klorpropen se lahko resorbira skozi kožo.